# 達奇涅 (謝苗諾夫卡區)
52°14′13″N 32°27′49″E / 52.23694°N 32.46361°E
達奇涅（烏克蘭語：Дачне），是烏克蘭北部的村莊，隸屬切爾尼希夫州的諾夫霍羅德-錫韋爾斯基區。該村始建於1951年，面積0.07平方公里，海拔高度142米，2001年人口2，人口密度每平方公里28.57人。